# Jimmy Greaves
James Peter Greaves, detto Jimmy (Londra, 20 febbraio 1940 – Danbury, 19 settembre 2021), è stato un calciatore inglese, di ruolo attaccante, campione del mondo con la nazionale inglese nel 1966.
È il più prolifico attaccante della storia della First Division, allora la massima serie inglese, con 357 reti realizzate. È il secondo miglior marcatore di tutti i tempi con la maglia degli Spurs grazie alle 266 reti realizzate in tutte le competizioni ufficiali.
A parte una breve esperienza nel campionato italiano tra le file del Milan nella seconda metà del 1961, militò sempre in squadre di Londra: il Chelsea, il Tottenham e il West Ham Utd. Con gli Spurs vinse due volte la FA Cup (1961-1962 e 1966-1967) e altrettante il Charity Shield (1962 e 1967), nonché la Coppa delle Coppe 1962-1963 (primo trofeo internazionale per il Tottenham).
Convocato nella nazionale inglese dal 1959 al 1967, vinse il mondiale 1966, giocato in casa.
Muore il 19 settembre 2021 nella sua casa di Londra all'età di 81 anni.

## Carriera

### Club
Esordì nel Chelsea all'età di 17 anni con una segnatura, cosa che ripeterà in ogni squadra di cui vestirà la maglia, compresa la nazionale inglese. Con la maglia dei blues diventa capocannoniere della First Division nella stagione 1958-1959 con 33 reti e nel 1960-1961 con 41 (primato stagionale per il club di Londra), diventando il più giovane giocatore inglese in assoluto ad aver segnato 100 reti in campionato, quota raggiunta poco prima del suo ventunesimo compleanno; tuttavia, nonostante le sue reti, il Chelsea resta una squadra di metà classifica e, proprio quando Greaves lo lascerà, sarà retrocesso in Second Division.
Nel 1961 Greaves si trasferisce infatti in Italia, al Milan, facendo il suo esordio in maglia rossonera in un'amichevole precampionato contro il Botafogo, in cui segna 2 reti (la partita si conclude sul 2-2). Nella compagine milanese non gode i favori di Nereo Rocco, che non ama il suo temperamento estroverso e poco disciplinato; il suo avvio in maglia rossonera è però travolgente: segna 9 reti in 10 gare disputate. Tuttavia, la nostalgia di Londra, la mancata sintonia con l'allenatore e le rigide metodologie di allenamento italiane, lo convinsero a lasciare il Milan.
Messo sul mercato, viene acquistato dal Tottenham, che paga per lui 99.999 sterline, la più alta cifra per un giocatore mai pagata fino ad allora da una società inglese: la curiosa cifra viene fissata allo scopo di scaricare da Greaves la pressione di essere il primo calciatore pagato 100.000 sterline.
Con gli Spurs avviene la consacrazione a più grande cannoniere inglese di tutti i tempi, conquistando tre titoli dei marcatori consecutivi fra il 1963 e il 1965, e poi un altro ancora nel 1969, il suo sesto personale, che rappresenta un primato assoluto; con gli Spurs ottiene inoltre gli unici successi della sua carriera: le FA Cup del 1962 e del 1967, e inoltre la Coppa delle Coppe del 1963, la prima coppa europea sollevata da una squadra inglese. Grazie a quel successo giunge terzo nella classifica del Pallone d'oro 1963 alle spalle di Lev Yashin e del già compagno di squadra Gianni Rivera.
Concluse la carriera professionistica nel 1971, appena trentunenne, dopo aver vestito la maglia del West Ham Utd.
Subito dopo aver lasciato gli Hammers, Greaves mise su peso in seguito a problemi di alcolismo. Nel 1975 tornò a giocare a calcio con il Brentwood Town, per poi passare l'anno successivo al Chelmsford City; durante questo periodo, per combattere la sua dipendenza, partecipò in maniera schedulare a degli incontri con gli Alcolisti Anonimi. Nel 1977 si trasferì al Barnet che lasciò due anni dopo per dedicarsi pienamente alla sua dipendenza. Prima di ritirarsi, giocò comunque qualche mese per il Woodford Town.

### Nazionale
Ai Mondiali inglesi del 1966 è la prima scelta fra gli attaccanti inglesi, ma alla terza partita, contro la Francia, si infortuna e non rientra più in squadra, sebbene rimessosi; il suo sostituto, Geoff Hurst, segnerà in finale una tripletta, fra cui la celebre rete fantasma che regalò la vittoria mondiale all'Inghilterra. L'avventura di Greaves con la maglia della nazionale si chiuderà nel 1968, con un bottino di 57 gare e 44 reti, superato poco dopo da Bobby Charlton e in seguito solo da Gary Lineker, Wayne Rooney e Harry Kane.

## Statistiche

### Presenze e reti nei club
| Stagione            | Squadra             | Campionato          | Campionato | Campionato | Coppe nazionali | Coppe nazionali | Coppe nazionali | Coppe continentali | Coppe continentali | Coppe continentali | altre coppe | altre coppe | altre coppe | Totale | Totale |
| Stagione            | Squadra             | Comp                | Pres       | Reti       | Comp            | Pres            | Reti            | Comp               | Pres               | Reti               | Comp        | Pres        | Reti        | Pres   | Reti   |
| ------------------- | ------------------- | ------------------- | ---------- | ---------- | --------------- | --------------- | --------------- | ------------------ | ------------------ | ------------------ | ----------- | ----------- | ----------- | ------ | ------ |
| 1955-1958           | London XI           |                     | -          | -          |                 | -               | -               | CDF                | 2                  | 2                  | -           | -           | -           | 2      | 2      |
| 1957-1958           | Chelsea             | FD                  | 35         | 22         | FACup           | 2               | 0               | -                  | -                  | -                  | -           | -           | -           | 37     | 22     |
| 1958-1959           | Chelsea             | FD                  | 42         | 32         | FACup           | 2               | 2               | CdF                | 3                  | 3                  | -           | -           | -           | 47     | 37     |
| 1959-1960           | Chelsea             | FD                  | 40         | 29         | FACup           | 2               | 1               | -                  | -                  | -                  | -           | -           | -           | 42     | 30     |
| 1960-1961           | Chelsea             | FD                  | 40         | 41         | FACup+CdL       | 1+2             | 0+2             | -                  | -                  | -                  | -           | -           | -           | 43     | 43     |
| Totale Chelsea      | Totale Chelsea      | Totale Chelsea      | 157        | 124        |                 | 9               | 5               |                    | 3                  | 3                  |             | -           | -           | 169    | 132    |
| lug.-dic. 1961      | Milan               | A                   | 10         | 9          | CI              | 1               | 0               | CdF                | 2                  | 0                  | CA          | 0           | 0           | 13     | 9      |
| dic. 1961-giu. 1962 | Tottenham           | FD                  | 22         | 21         | FACup+CdL       | 7+0             | 9               | CC                 | 2                  | 0                  | -           | -           | -           | 31     | 30     |
| 1962-1963           | Tottenham           | FD                  | 41         | 37         | FACup+CdL       | 1+0             | 0               | CdC                | 6                  | 5                  | CS          | 1           | 2           | 49     | 44     |
| 1963-1964           | Tottenham           | FD                  | 41         | 35         | FACup+CdL       | 2+0             | 0               | CdC                | 2                  | 1                  | -           | -           | -           | 45     | 36     |
| 1964-1965           | Tottenham           | FD                  | 41         | 29         | FACup+CdL       | 4+0             | 6               | -                  | -                  | -                  | -           | -           | -           | 45     | 35     |
| 1965-1966           | Tottenham           | FD                  | 29         | 15         | FACup+CdL       | 2+0             | 1               | -                  | -                  | -                  | -           | -           | -           | 31     | 16     |
| 1966-1967           | Tottenham           | FD                  | 38         | 25         | FACup+CdL       | 8+1             | 6+0             | -                  | -                  | -                  | -           | -           | -           | 47     | 31     |
| 1967-1968           | Tottenham           | FD                  | 39         | 23         | FACup+CdL       | 4+0             | 3               | CdC                | 4                  | 3                  | CS          | 1           | 0           | 48     | 29     |
| 1968-1969           | Tottenham           | FD                  | 42         | 27         | FACup+CdL       | 4+6             | 4+5             | -                  | -                  | -                  | -           | -           | -           | 52     | 36     |
| 1969-gen. 1970      | Tottenham           | FD                  | 28         | 8          | FACup+CdL       | 4+1             | 3+0             | -                  | -                  | -                  | -           | -           | -           | 33     | 11     |
| Totale Tottenham    | Totale Tottenham    | Totale Tottenham    | 321        | 220        |                 | 44              | 37              |                    | 14                 | 9                  |             | 2           | 2           | 381    | 268    |
| gen.-giu. 1970      | West Ham Utd        | FD                  | 6          | 4          | FACup+CdL       | -               | -               | -                  | -                  | -                  | -           | -           | -           | 6      | 4      |
| 1970-1971           | West Ham Utd        | FD                  | 32         | 9          | FACup+CdL       | 1+1             | 0               | -                  | -                  | -                  | -           | -           | -           | 34     | 9      |
| Totale West Ham Utd | Totale West Ham Utd | Totale West Ham Utd | 38         | 13         |                 | 2               | 0               |                    | -                  | -                  |             | -           | -           | 40     | 13     |
| 1975-1976           | Brentwood Town      | ES8D                | ?          | ?          |                 | -               | -               |                    | -                  | -                  | -           | -           | -           | ?      | ?      |
| 1976-1977           | Chelmsford City     | SL                  | 38         | 20         | FACup+CdL       | -               | -               | -                  | -                  | -                  |             | -           | -           | 38     | 20     |
| 1977-1978           | Barnet              | SL                  | 30         | 13         | FACup+CdL       | 5+0             | 4+0             | -                  | -                  | -                  | FAT         | 1           | 1           | 36     | 18     |
| 1978-1979           | Barnet              | SL                  | 21         | 3          | FACup+CdL       | 6+0             | 3+0             | -                  | -                  | -                  | FAT         | 1           | 1           | 28     | 7      |
| Totale Barnet       | Totale Barnet       | Totale Barnet       | 51         | 16         |                 | 11+0            | 7+0             |                    | -                  | -                  |             | 2           | 2           | 64     | 25     |
| 1979-1980           | Woodford Town       | AL8D                | ?          | ?          |                 | -               | -               |                    | -                  | -                  | -           | -           | -           | ?      | ?      |
| Totale carriera     | Totale carriera     | Totale carriera     | 615        | 402        |                 | 67              | 49              |                    | 21                 | 14                 |             | 4           | 3           | 707    | 468    |

### Cronologia presenze e reti in nazionale
| Cronologia completa delle presenze e delle reti in nazionale ― Inghilterra | Cronologia completa delle presenze e delle reti in nazionale ― Inghilterra | Cronologia completa delle presenze e delle reti in nazionale ― Inghilterra | Cronologia completa delle presenze e delle reti in nazionale ― Inghilterra | Cronologia completa delle presenze e delle reti in nazionale ― Inghilterra | Cronologia completa delle presenze e delle reti in nazionale ― Inghilterra | Cronologia completa delle presenze e delle reti in nazionale ― Inghilterra | Cronologia completa delle presenze e delle reti in nazionale ― Inghilterra |
| Data                                                                       | Città                                                                      | In casa                                                                    | Risultato                                                                  | Ospiti                                                                     | Competizione                                                               | Reti                                                                       | Note                                                                       |
| -------------------------------------------------------------------------- | -------------------------------------------------------------------------- | -------------------------------------------------------------------------- | -------------------------------------------------------------------------- | -------------------------------------------------------------------------- | -------------------------------------------------------------------------- | -------------------------------------------------------------------------- | -------------------------------------------------------------------------- |
| 17-5-1959                                                                  | Lima                                                                       | Perù                                                                       | 4 – 1                                                                      | Inghilterra                                                                | Amichevole                                                                 | 1                                                                          |                                                                            |
| 24-5-1959                                                                  | Città del Messico                                                          | Messico                                                                    | 2 – 1                                                                      | Inghilterra                                                                | Amichevole                                                                 | -                                                                          |                                                                            |
| 28-5-1959                                                                  | Los Angeles                                                                | Stati Uniti                                                                | 1 – 8                                                                      | Inghilterra                                                                | Amichevole                                                                 | -                                                                          |                                                                            |
| 17-10-1959                                                                 | Cardiff                                                                    | Galles                                                                     | 1 – 1                                                                      | Inghilterra                                                                | Amichevole                                                                 | 1                                                                          |                                                                            |
| 28-10-1959                                                                 | Londra                                                                     | Inghilterra                                                                | 2 – 3                                                                      | Svezia                                                                     | Amichevole                                                                 | -                                                                          |                                                                            |
| 11-5-1960                                                                  | Londra                                                                     | Inghilterra                                                                | 3 – 3                                                                      | Jugoslavia                                                                 | Amichevole                                                                 | 1                                                                          |                                                                            |
| 9-4-1960                                                                   | Madrid                                                                     | Spagna                                                                     | 3 – 0                                                                      | Inghilterra                                                                | Amichevole                                                                 | -                                                                          |                                                                            |
| 8-10-1960                                                                  | Belfast                                                                    | Irlanda del Nord                                                           | 2 – 5                                                                      | Inghilterra                                                                | Amichevole                                                                 | 2                                                                          |                                                                            |
| 19-10-1960                                                                 | Lussemburgo                                                                | Lussemburgo                                                                | 0 – 9                                                                      | Inghilterra                                                                | Amichevole                                                                 | 3                                                                          |                                                                            |
| 26-10-1960                                                                 | Londra                                                                     | Inghilterra                                                                | 4 – 2                                                                      | Spagna                                                                     | Amichevole                                                                 | 1                                                                          |                                                                            |
| 23-11-1960                                                                 | Londra                                                                     | Inghilterra                                                                | 5 – 1                                                                      | Galles                                                                     | Amichevole                                                                 | 2                                                                          |                                                                            |
| 15-4-1961                                                                  | Londra                                                                     | Inghilterra                                                                | 9 – 3                                                                      | Scozia                                                                     | Amichevole                                                                 | 3                                                                          |                                                                            |
| 21-5-1961                                                                  | Oeiras                                                                     | Portogallo                                                                 | 1 – 1                                                                      | Inghilterra                                                                | Qual. Mondiali 1962                                                        | -                                                                          |                                                                            |
| 24-5-1961                                                                  | Roma                                                                       | Italia                                                                     | 2 – 3                                                                      | Inghilterra                                                                | Amichevole                                                                 | 1                                                                          |                                                                            |
| 27-5-1961                                                                  | Vienna                                                                     | Austria                                                                    | 3 – 1                                                                      | Inghilterra                                                                | Amichevole                                                                 | 1                                                                          |                                                                            |
| 14-4-1962                                                                  | Glasgow                                                                    | Scozia                                                                     | 2 – 0                                                                      | Inghilterra                                                                | Amichevole                                                                 | -                                                                          |                                                                            |
| 9-5-1962                                                                   | Londra                                                                     | Inghilterra                                                                | 3 – 1                                                                      | Svizzera                                                                   | Amichevole                                                                 | -                                                                          |                                                                            |
| 20-5-1962                                                                  | Lima                                                                       | Perù                                                                       | 0 – 4                                                                      | Inghilterra                                                                | Amichevole                                                                 | 3                                                                          |                                                                            |
| 31-5-1962                                                                  | Rancagua                                                                   | Ungheria                                                                   | 2 – 1                                                                      | Inghilterra                                                                | Mondiali 1962 - 1º turno                                                   | -                                                                          |                                                                            |
| 2-6-1962                                                                   | Rancagua                                                                   | Inghilterra                                                                | 3 – 1                                                                      | Argentina                                                                  | Mondiali 1962 - 1º turno                                                   | 1                                                                          |                                                                            |
| 7-6-1962                                                                   | Rancagua                                                                   | Inghilterra                                                                | 0 – 0                                                                      | Bulgaria                                                                   | Mondiali 1962 - 1º turno                                                   | -                                                                          |                                                                            |
| 10-6-1962                                                                  | Viña del Mar                                                               | Brasile                                                                    | 3 – 1                                                                      | Inghilterra                                                                | Mondiali 1962 - Quarti di finale                                           | -                                                                          |                                                                            |
| 3-10-1962                                                                  | Sheffield                                                                  | Inghilterra                                                                | 1 – 1                                                                      | Francia                                                                    | Qual. Euro 1964                                                            | -                                                                          |                                                                            |
| 20-10-1962                                                                 | Belfast                                                                    | Irlanda del Nord                                                           | 1 – 3                                                                      | Inghilterra                                                                | Amichevole                                                                 | 1                                                                          |                                                                            |
| 21-11-1962                                                                 | Londra                                                                     | Inghilterra                                                                | 4 – 0                                                                      | Galles                                                                     | Amichevole                                                                 | 1                                                                          |                                                                            |
| 27-2-1963                                                                  | Parigi                                                                     | Francia                                                                    | 5 – 2                                                                      | Inghilterra                                                                | Qual. Euro 1964                                                            | -                                                                          |                                                                            |
| 6-4-1963                                                                   | Londra                                                                     | Inghilterra                                                                | 1 – 2                                                                      | Scozia                                                                     | Amichevole                                                                 | -                                                                          |                                                                            |
| 8-5-1963                                                                   | Londra                                                                     | Inghilterra                                                                | 1 – 1                                                                      | Brasile                                                                    | Amichevole                                                                 | -                                                                          |                                                                            |
| 29-5-1963                                                                  | Bratislava                                                                 | Cecoslovacchia                                                             | 2 – 4                                                                      | Inghilterra                                                                | Amichevole                                                                 | 2                                                                          |                                                                            |
| 5-6-1963                                                                   | Basilea                                                                    | Svizzera                                                                   | 1 – 8                                                                      | Inghilterra                                                                | Amichevole                                                                 | -                                                                          |                                                                            |
| 12-10-1963                                                                 | Cardiff                                                                    | Galles                                                                     | 0 – 4                                                                      | Inghilterra                                                                | Amichevole                                                                 | 1                                                                          |                                                                            |
| 23-10-1963                                                                 | Londra                                                                     | Inghilterra                                                                | 2 – 1                                                                      | World Stars                                                                | Amichevole                                                                 | 1                                                                          |                                                                            |
| 20-11-1963                                                                 | Londra                                                                     | Inghilterra                                                                | 8 – 3                                                                      | Irlanda del Nord                                                           | Amichevole                                                                 | 4                                                                          |                                                                            |
| 6-5-1964                                                                   | Londra                                                                     | Inghilterra                                                                | 2 – 1                                                                      | Uruguay                                                                    | Amichevole                                                                 | -                                                                          |                                                                            |
| 17-5-1964                                                                  | Oeiras                                                                     | Portogallo                                                                 | 3 – 4                                                                      | Inghilterra                                                                | Amichevole                                                                 | -                                                                          |                                                                            |
| 24-5-1964                                                                  | Dublino                                                                    | Irlanda                                                                    | 1 – 3                                                                      | Inghilterra                                                                | Amichevole                                                                 | 1                                                                          |                                                                            |
| 30-5-1964                                                                  | Rio de Janeiro                                                             | Brasile                                                                    | 5 – 1                                                                      | Inghilterra                                                                | Amichevole                                                                 | 1                                                                          |                                                                            |
| 4-6-1964                                                                   | San Paolo                                                                  | Inghilterra                                                                | 1 – 1                                                                      | Portogallo                                                                 | Amichevole                                                                 | -                                                                          |                                                                            |
| 6-6-1964                                                                   | Rio de Janeiro                                                             | Argentina                                                                  | 1 – 0                                                                      | Inghilterra                                                                | Amichevole                                                                 | -                                                                          |                                                                            |
| 3-10-1964                                                                  | Belfast                                                                    | Irlanda del Nord                                                           | 3 – 4                                                                      | Inghilterra                                                                | Amichevole                                                                 | 3                                                                          |                                                                            |
| 21-10-1964                                                                 | Londra                                                                     | Inghilterra                                                                | 2 – 2                                                                      | Belgio                                                                     | Amichevole                                                                 | -                                                                          |                                                                            |
| 9-12-1964                                                                  | Amsterdam                                                                  | Paesi Bassi                                                                | 1 – 1                                                                      | Inghilterra                                                                | Amichevole                                                                 | 1                                                                          |                                                                            |
| 10-4-1965                                                                  | Londra                                                                     | Inghilterra                                                                | 2 – 2                                                                      | Scozia                                                                     | Amichevole                                                                 | 1                                                                          |                                                                            |
| 5-5-1965                                                                   | Londra                                                                     | Inghilterra                                                                | 1 – 0                                                                      | Ungheria                                                                   | Amichevole                                                                 | 1                                                                          |                                                                            |
| 9-5-1965                                                                   | Belgrado                                                                   | Jugoslavia                                                                 | 1 – 1                                                                      | Inghilterra                                                                | Amichevole                                                                 | -                                                                          |                                                                            |
| 2-10-1965                                                                  | Cardiff                                                                    | Galles                                                                     | 0 – 0                                                                      | Inghilterra                                                                | Amichevole                                                                 | -                                                                          |                                                                            |
| 20-10-1965                                                                 | Londra                                                                     | Inghilterra                                                                | 2 – 3                                                                      | Austria                                                                    | Amichevole                                                                 | -                                                                          |                                                                            |
| 4-5-1966                                                                   | Londra                                                                     | Inghilterra                                                                | 2 – 0                                                                      | Jugoslavia                                                                 | Amichevole                                                                 | 1                                                                          |                                                                            |
| 27-5-1966                                                                  | Oslo                                                                       | Norvegia                                                                   | 1 – 6                                                                      | Inghilterra                                                                | Amichevole                                                                 | 4                                                                          |                                                                            |
| 3-7-1966                                                                   | Copenaghen                                                                 | Danimarca                                                                  | 0 – 2                                                                      | Inghilterra                                                                | Amichevole                                                                 | -                                                                          |                                                                            |
| 5-7-1966                                                                   | Porto Alegre                                                               | Inghilterra                                                                | 0 – 0                                                                      | Cecoslovacchia                                                             | Amichevole                                                                 | -                                                                          |                                                                            |
| 11-7-1966                                                                  | Londra                                                                     | Inghilterra                                                                | 0 – 0                                                                      | Uruguay                                                                    | Mondiali 1966 - 1º turno                                                   | -                                                                          |                                                                            |
| 16-7-1966                                                                  | Londra                                                                     | Inghilterra                                                                | 1 – 0                                                                      | Messico                                                                    | Mondiali 1966 - 1º turno                                                   | -                                                                          |                                                                            |
| 20-7-1966                                                                  | Londra                                                                     | Inghilterra                                                                | 2 – 0                                                                      | Francia                                                                    | Mondiali 1966 - 1º turno                                                   | -                                                                          |                                                                            |
| 15-4-1967                                                                  | Londra                                                                     | Inghilterra                                                                | 2 – 3                                                                      | Scozia                                                                     | Qual. Euro 1968                                                            | -                                                                          |                                                                            |
| 24-5-1967                                                                  | Londra                                                                     | Inghilterra                                                                | 2 – 0                                                                      | Spagna                                                                     | Amichevole                                                                 | 1                                                                          |                                                                            |
| 27-5-1967                                                                  | Vienna                                                                     | Austria                                                                    | 0 – 1                                                                      | Inghilterra                                                                | Amichevole                                                                 | -                                                                          |                                                                            |
| Totale                                                                     |                                                                            | Presenze                                                                   | 57                                                                         |                                                                            | Reti (5º posto)                                                            | 44                                                                         |                                                                            |

## Palmarès

### Club

#### Competizioni nazionali
- Campionato italiano: 1

Milan: 1961-1962
- Coppa d'Inghilterra: 2

Tottenham: 1961-1962, 1966-1967
- Charity Shield: 2

Tottenham: 1962, 1967

#### Competizioni internazionali
- Coppa delle Coppe: 1

Tottenham: 1962-1963

### Nazionale
- Campionato mondiale: 1

1966

### Individuale
- Capocannoniere della First Division inglese: 6 (record)

1958-1959 (33 gol), 1960-1961 (41 gol), 1962-1963 (37 gol), 1963-1964 (35 gol), 1964-1965 (29 gol), 1968-1969 (27 gol)
- Capocannoniere della Coppa delle Coppe: 1

1962-1963 (6 gol, a pari merito con Georgi Asparuhov)